# Бутройд, Бетти
Бетти Бутройд, баронесса Бутройд (англ. Betty Boothroyd, Baroness Boothroyd, 8 октября 1929[…], Дьюсбери, Уэст-Йоркшир — 26 февраля 2023, Кембридж) — британский политик. С 1973 по 1992 год она была членом парламента от лейбористской партии от избирательных округов Вест Бромвич и Вест Бромвич Вест.
С 1992 по 2000 год она была спикером Палаты общин. Она была первой и на сегодняшний день единственной женщиной-спикером Палаты общин. По традиции она была пэром-кроссбенчером в Палате лордов.
Бутройд умерла в больнице Адденбрука в Кембридже, Кембриджшир, 26 февраля 2023 года в возрасте 93 лет. На следующий день о её смерти объявил сэр Линдси Хойл.

## Личная жизнь
Леди Бутройд никогда не была замужем и не имела детей. В 2001 году она опубликовала свою автобиографию, а спустя четыре года передала свои архивы в ресурсы Открытого университета. В 2005 году она была награждена британским орденом «За заслуги».
Бутройд занялась парапланеризмом во время отпуска на Кипре, когда ей было за 60. Она описала это хобби как «прекрасное и мирное» и «волнующее».
В апреле 1995 года во время отпуска в Марокко Бутройд попала в ловушку в Атласских горах во время сильнейшего шторма в стране за 20 лет. Её автомобиль был обездвижен из-за оползня; она и группа туристов девять часов шли по грязи и щебню в поисках помощи. В итоге их спасли.

## Примечания

Герб Бетти Бутройд

## Публикации
- Boothroyd, Betty. Betty Boothroyd: The Autobiography. — London : Century, 2001. — ISBN 978-0-7126-7948-0.